# Carl Strömberg

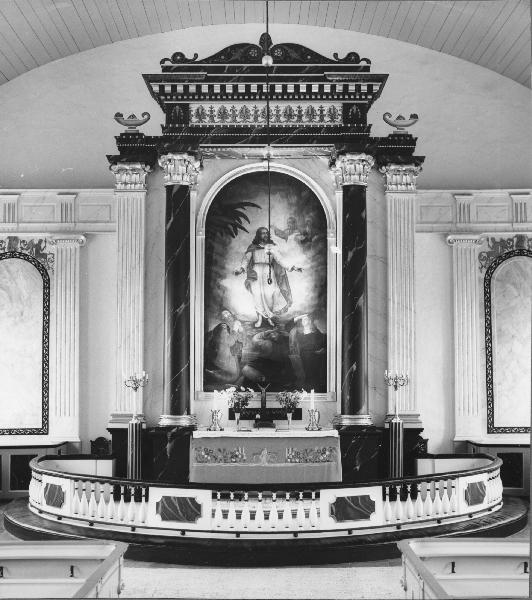
Altartavlan i Jämshögs kyrka

Carl (Karl) Strömberg, född 1798 i Örkeneds socken, Kristianstads län, död omkring 1854 sannolikt i Amerika, var en svensk dekorations- och kyrkomålare. 
Han var son till torparen Jöns Carlsson och Gunil Pehrsdotter. Strömberg var verksam som hantverksmålare i Karlshamn från 1830-talet. Han utförde 1838 några perspektivmålningar i Karlshamns kyrka och för Jämshögs kyrka utförde han 1839 altartavlan Kristi förklaring. Han var flitigt anlitad som dekorationsmålare av de mer välbärgade bönderna i västra Blekinge och det finns ett antal bevarade målningar på olika gårdar. Strömberg målade helst efter förlagor men när han någon gång målade efter levande modell visade han upp en stor skicklighet som porträttör. Han emigrerade med sin familj till Amerika 1854. 